# Ritratto di guerriero
Il Ritratto di guerriero è un dipinto a olio su tela (85x70 cm) di Dosso Dossi, databile al 1530 circa e conservato nella Galleria degli Uffizi di Firenze.

## Storia
Il dipinto è noto dall'inventario del 1798 degli Uffizi, dove è indicato come opera di Sebastiano del Piombo. L'attribuzione al Dossi risale a Berenson, Antal e Longhi, mentre Archiardi fece il nome di Bartolomeo Schedoni, Mendelsohn quello di Battista Dossi, Gibbon di Bernardino da Asola. Più genericamente la Mezzetti parlò della scuola di Giorgione.
Il restauro del 1994 ha messo in evidenza l'uso di una tecnica oleosa che alterna zone di spessore dei pigmenti (soprattutto nelle parti illuminate), mezzi corpi e strati sottili, il tutto con una visibile sicurezza esecutiva: caratteristiche compatibili con la tecnica usata solitamente dal Dosso.

## Descrizione e stile
Sullo sfondo di un paesaggio scuro con una città turrita, un guerriero, in parte indossante ancora la corazza lucente, indirizza uno sguardo penetrante verso lo spettatore. Indossa abiti eleganti e un cappello nero sulle ventitré con alcune perle. Se la luce sul volto è smorzata, alla Giorgione, sull'armatura diventa lampeggiante, per rivelare nei riflessi la complessa decorazione.
A fare l'attribuzione a Dosso contribuiscono le masse espanse, i colori luminosi, gli effetti di luce. Il corsetto metallico è allacciato con fibbie alla veste dell'uomo.